# Венера, що посміхається
«Вене́ра, що посміха́ється» — картина  іспанського художника  Сальвадора Далі, написана орієнтовно у 1921 році. Зараз зберігається в колекції Театру-музею Далі.

## Опис
Ця картина Далі була представлена на «Конкурсі-виставці оригінальних студентських робіт», що проходила в барселонській галереї «Далмау» з 16 по 31 січня 1922 року. Виставку було організовано Каталонською студентською асоціацією. Критика порівнювала роботу зі «Сплячою Венерою» Джорджоне. Витвір також можна розглядати варіацію на тему полотна Матісса «Розкіш, спокій та солодка пристрасть».
Далі вдається до популярної на той час техніки пуантилізму, знайомої йому за картинами Рамона Пічота, котрі він бачив у «Моллі де ла Торре» — маєтку родини Пічот під Фігерасом. Сорока та посмішка додають до картини трохи іронії.